# 3e division d'infanterie (Grèce)
La troisième division d'infanterie grecque, en grec moderne : III Μεραρχία Πεζικού / III Merachía Pezikoú (III ΜΠ / III MP), est une division d'infanterie de l'armée hellénique, fondée en 1900.

## Histoire
La 3e division d'infanterie est créée par décret royal le 8 septembre 1900 à Missolonghi. Elle comprend la 5e brigade d'infanterie de Missolonghi avec les 6e et 10e régiments d'infanterie et la 6e brigade d'infanterie de  Nauplie avec les 8e et 9e régiments d'infanterie, plus le 3e régiment de cavalerie, le 3e régiment d'artillerie et le 3e bataillon d'evzones.